# Wüste (Osnabrück)
Die Wüste ist ein Stadtteil von Osnabrück in Niedersachsen. Mit 15362 Einwohnern (12/2022), die sich auf einer Fläche von 2,73 km² verteilen, ist er der Stadtteil Osnabrücks mit der höchsten Einwohnerzahl. Der Stadtteil gliedert sich in die Vordere Wüste und die Hintere Wüste und ist hauptsächlich durch Wohnbebauung geprägt.

## Geografie
Die Wüste befindet sich südwestlich des Stadtzentrums von Osnabrück in einer Tallage zwischen Kalkhügel und Westerberg. Die Grenze zur nördlich des Stadtteils gelegenen Weststadt stellen die Martinistraße und der Blumenhaller Weg dar. Im Westen bildet die Bundesautobahn 30 die Grenze zu Hellern. Die Kreuzung mit der Bahnstrecke zwischen Münster und Osnabrück ist der südlichste Punkt der Wüste. Von dort verläuft die Stadtteilsgrenze entlang der Bahnlinie bis zur Sutthauser Straße. Dort folgt sie dem Straßenverlauf entlang des Rosenplatzes und der Kommenderiestraße bis zum Johannistorwall. Am Wall entlang schließt der Stadtteil an der Kreuzung von Schlosswall und Martinistraße ab.
Das Straßennetz in der Wüste weist größtenteils eine rechtwinklige, blockartige Struktur auf. Während die innenstadtnahe Vordere Wüste durch Blockrandbebauung geprägt ist, gibt es im hinteren Teil der Wüste vermehrt freistehende Ein- und Mehrfamilienhäuser. Markante öffentliche Grünflächen sind der Jahnplatz zwischen Weiden- und Jahnstraße, der Hoffmeyerplatz am Schnittpunkt von Rehmstraße und Parkstraße sowie der Willy-Brandt-Platz am Schlosswall, zwischen Schloßstraße und Laischaftsstraße.
Der einzige größere Wasserlauf in der Wüste ist der im 17. Jahrhundert angelegte Pappelgraben. Ursprünglich hatte er die Funktion einer Grenzlinie, wurde aber zwischen 1781 und 1784 zu einem Entwässerungsgraben ausgebaut, was allerdings nur bedingt erfolgreich war. Seinen Namen erhielt der Graben mit der Pflanzung von Pappeln an der Nordseite des Grabens im Jahre 1829. Mit Ausbau der Kanalisation und der fortschreitenden Bebauung der Wüste wurde der Pappelgraben ab etwa 1960 umgebaut und erweitert. Er beginnt heute beim Regenrückhaltebecken am Hörner Bruch. Ab der Kreuzung Am Pappelgraben/Sandstraße ist er kanalisiert und folgt unterirdisch den Straßen Schnatgang, Neuer Graben und Neumarkt, um bei einem Schöpfwerk am Kollegienwall in die Hase zu münden.
Größere Seen in der Wüste sind die beiden Regenrückhaltebecken, der „Wüstensee“ sowie der „Pappelsee“. Der Wüstensee wurde 1975/76 an der Schreberstraße angelegt. In den 1980er Jahren wurde mit dem Pappelsee ein weiterer künstlicher, aber naturnah gestalteter See entlang der Straße „Am Pappelgraben“ angelegt.

## Geschichte
Der Name „Wüste“ erinnert an die ursprüngliche landschaftliche Beschaffenheit des heutigen Stadtteils: Dort befand sich früher ein eiszeitlich gebildetes Niedermoor, das „wöst“ (plattdeutsch: unbewohnbar) war. Im 18. Jahrhundert sollte das Gebiet für die Viehwirtschaft genutzt werden, allerdings war dieses aufgrund seiner Beschaffenheit dafür wenig geeignet. Auch der Ausbau des Pappelgrabens führte nicht zur Trockenlegung. Mit dem Ende des Festungsgebots der Stadt Osnabrück im Jahre 1843 stieg der Bedarf an Grundstücken. So begann die großflächige Trockenlegung der Wüste mit Erdmassen der alten Wälle und Stadtmauern. Von Beginn des 20. Jahrhunderts bis in die 1960er Jahre wurde dafür auch Hausmüll, Schutt, Schlacken und Aschen verwendet.
Zu Beginn der 1990er Jahre wurden bei Bauarbeiten Schadstoffe entdeckt. Untersuchungen ergaben eine Belastung des Bodens auf einer Fläche von rund 270 Hektar mit PAK, Blei, Cadmium, Barium, Kupfer und Zink. Bei 218 von rund 1.700 untersuchten Wohngrundstücken lag eine Überschreitung des Prüfwertes der Bundesbodenschutzverordnung vor. Daher gilt der Stadtteil Wüste als eine der größten, bekannt gewordenen bewohnten Altlastflächen in Deutschland. Von 2006 bis 2008 fand in drei Bauabschnitten die Sanierung von über 70 Grundstücken statt. Die Kosten hierfür übernahm die Stadt Osnabrück, die Grundstückseigentümer mussten einzig für die Wiederherstellung ihrer Gärten aufkommen.

## Infrastruktur

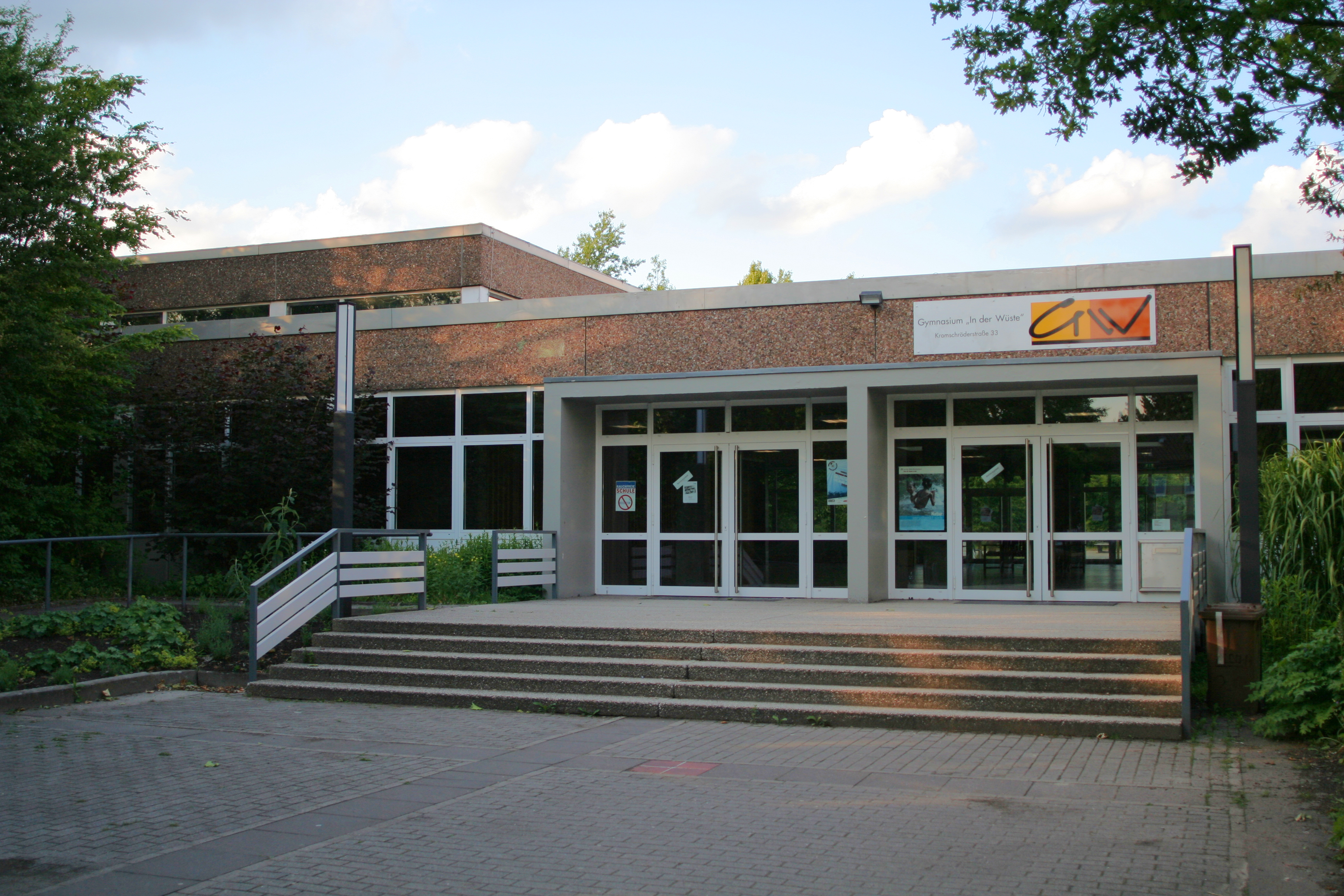
Gymnasium „In der Wüste“

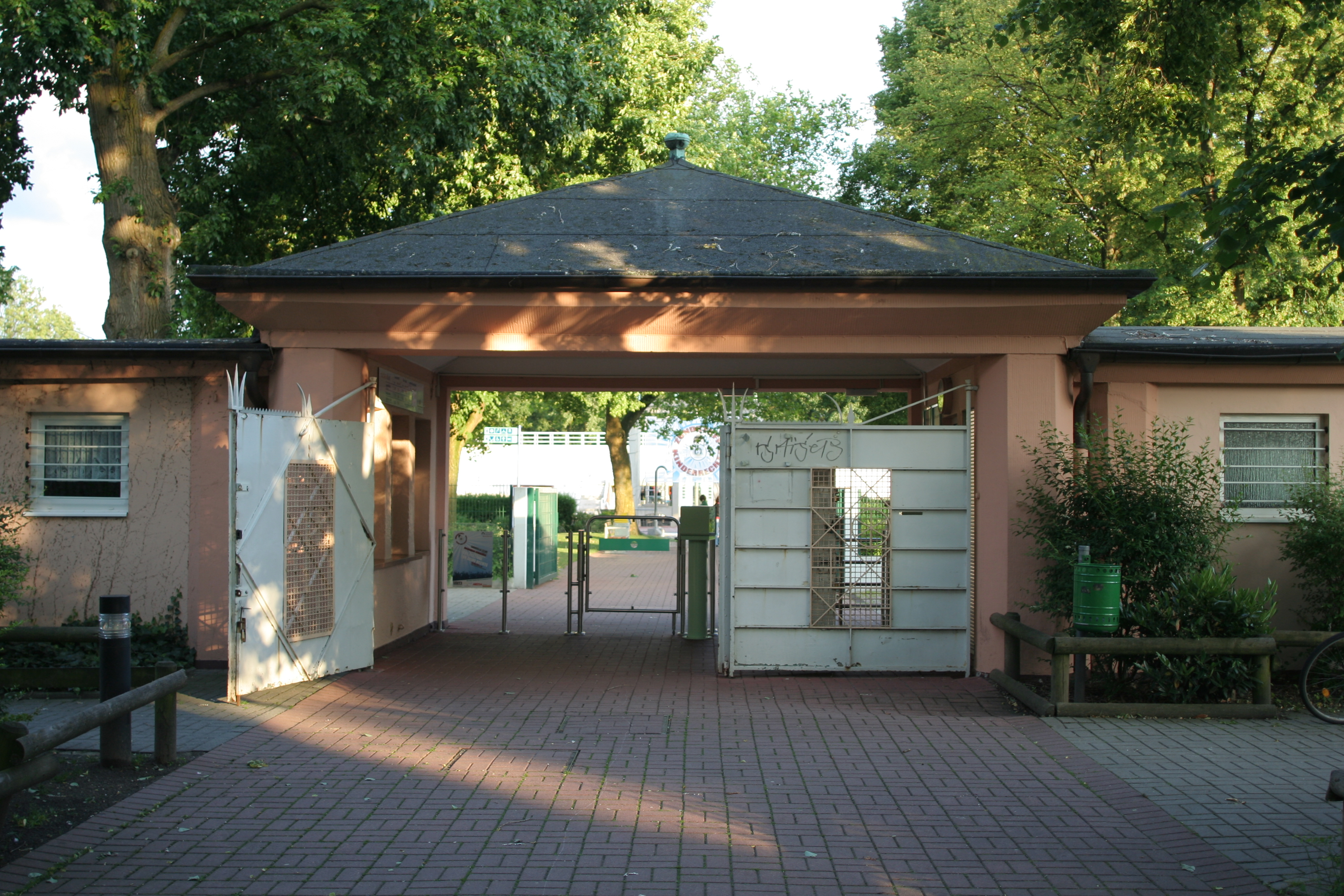
Moskaubad, Eingangstor

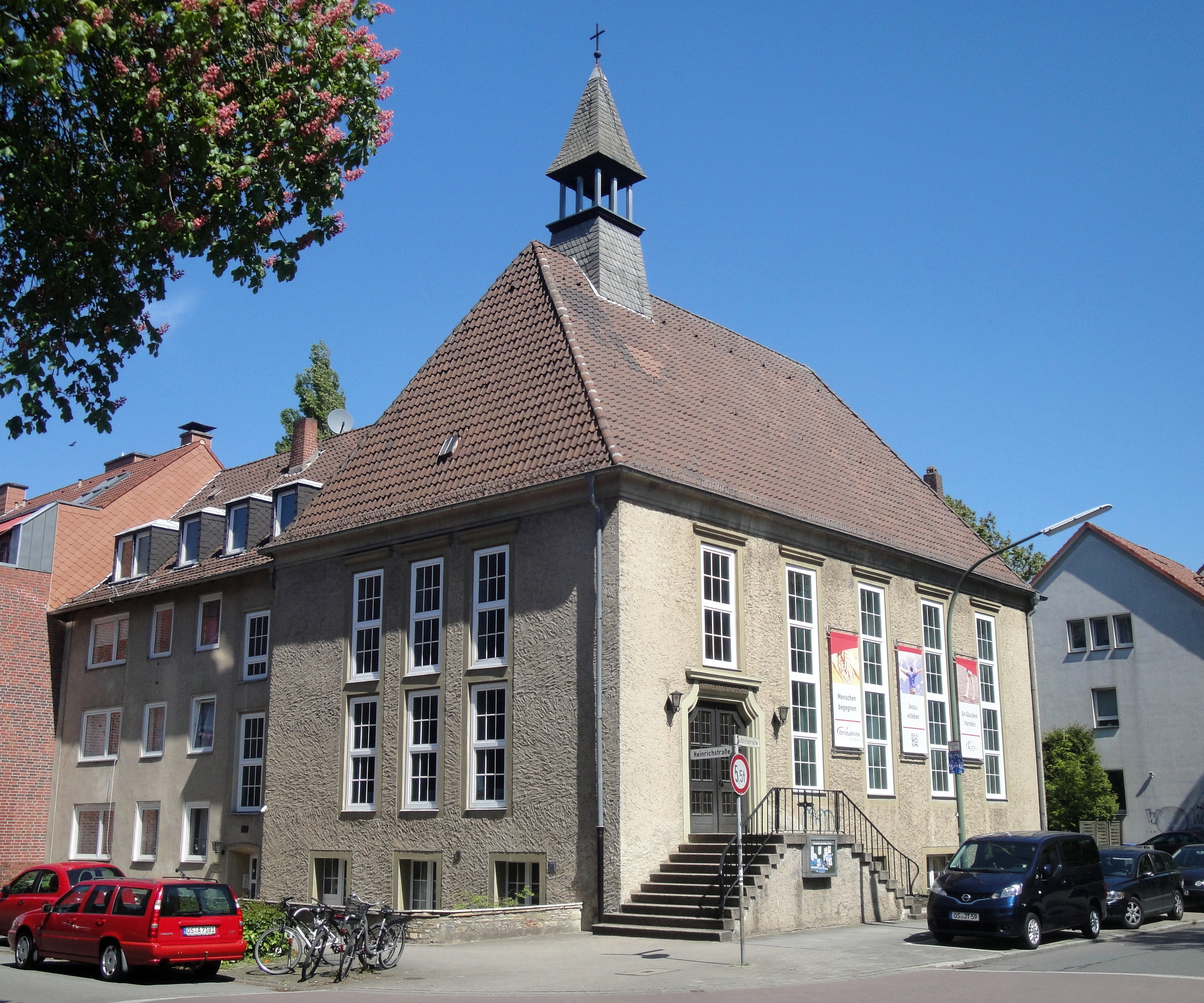
Ev.-meth. Christuskirche; Ecke Heinrichstraße/Schloßstraße

Der Stadtteil verfügt über ein Schulzentrum, bestehend aus der Erich-Maria-Remarque-Realschule und dem Gymnasium „In der Wüste“, das wegen der günstigen ÖPNV-Anbindung auch von vielen Schülern aus dem südwestlichen Landkreis besucht wird. Daneben existieren eine Grundschule und mehrere Kindertagesstätten. Das ebenfalls in der Wüste ansässige Landesbildungszentrum für Hörgeschädigte ist eine staatliche Förderschule mit Internat, die Schülern mit auditiven Wahrnehmungsstörungen das Erlangen der Mittleren Reife ermöglicht. An der Rehmstraße sind Einrichtungen der Hochschule Osnabrück gelegen.
Zu den Sporteinrichtungen zählen die an der Grenze zum Stadtteil Innenstadt gelegene Sporthalle am Schlosswall und das 1926 eröffnete Frei- und Hallenbad Moskaubad. Hinzu kommen das Sportzentrum des Osnabrücker Sportclubs (OSC) an der Hiärm-Grupe-Straße, das Stadion von Rasensport Osnabrück an der Kokschen Straße und das Sportzentrum der Universität Osnabrück an der Jahnstraße.
Früher gab es in der Wüste auch Industriebetriebe, so die Automobilfabrik Karmann an der Martinistraße oder die Gasuhrenfabrik Kromschröder am Jahnplatz. Letztere wurde Anfang der 1980er Jahre in ein Studentenwohnheim umgebaut, es ist mit 291 Wohnplätzen eines der größten der Stadt.
Kirchliche Einrichtungen sind die ev.-methodistische Christuskirche, die ev. Freikirche der Baptisten, die freikirchliche Adventgemeinde und eine neuapostolische Gemeinde.

### Verkehr
Der Stadtteil wird von den Buslinien M4, 14 und 19 sowie den Nachtlinien N3 und N4 der Stadtwerke Osnabrück bedient.
Es gab eine Anbindung an die Osnabrücker Straßenbahn mit Straßenbahnlinie 3, die vom Martiniplatz (heute Heinrich-Lübke-Platz) über Martinistraße, Arndtplatz, Neumarkt, Hauptpost in den Schinkel fuhr.

## Anekdotenhaftes
- Die Zeitschrift Der Spiegel veröffentlichte in der Kategorie „Hohlspiegel“, die ungeschickte oder paradoxe Formulierungen aus anderen Zeitschriften wiedergibt, eine Anzeige aus der Neuen Osnabrücker Zeitung mit dem (für Osnabrücker Ohren nicht ungewöhnlichen) Titel „Für unsere Mutter suchen wir eine ruhige, sonnige Wohnung in der Wüste“.[5]

- Für ein Schmunzeln bei Nicht-Osnabrückern sorgt außerdem die ungewöhnliche Aussage „Moskau liegt in der Wüste“. Gemeint ist das Moskaubad, das vom Volksmund meist nur das Moskau genannt wird.

- Auch im Bezug auf das Moskaubad wird oft scherzhaft behauptet, dass Osnabrück die größte Stadt der Welt sei, weil sie sich von der Wüste bis nach Moskau erstreckt.

- Einige Bewohner des Stadtteils bezeichnen sich selbst humorvoll als „Wüstlinge“.